# Rok Štraus
Pour les articles homonymes, voir Straus.
Rok Štraus est un footballeur slovène né le 3 mars 1987 à Maribor. Il évolue au poste de milieu de terrain au NK Celje.

## Biographie
Rok Štraus joue dans de nombreux pays : en Italie, en Slovénie, en Pologne, en Grèce, au Japon, et en Lituanie.